# Hylarana occidentalis
Hylarana occidentalis är en groddjursart som först beskrevs av Perret 1960.  Hylarana occidentalis ingår i släktet Hylarana och familjen egentliga grodor. IUCN kategoriserar arten globalt som starkt hotad. Inga underarter finns listade i Catalogue of Life.